# Nodar Məmmədov
Nodar Məmmədov (ur. 3 czerwca 1988 w Kaspi, Gruzja) – azerski piłkarz, grający na pozycji obrońcy, reprezentant Azerbejdżanu. Od 2010 roku jest zawodnikiem azerskiego klubu FK Qəbələ. W reprezentacji Azerbejdżanu zadebiutował w 2007 roku. Do tej pory rozegrał w niej 4 mecze (stan na 09.11.2012).